# Eclissi solare del 22 novembre 1919
L'eclissi solare del 22 novembre 1919 è un evento astronomico che ha avuto luogo il suddetto giorno attorno alle ore 15.14 UTC. 
L'eclissi, di tipo anulare, è stata visibile in alcune parti dell'America (Stati Uniti, Cuba e Haiti), dell'Africa (Guinea, Senegal, Mauritania, Gambia e Mali) e dell'Europa.
L'eclissi è durata 11 minuti e 37 secondi, è la più lunga eclissi solare anulare dal 5 gennaio 1647 e questo record verrà mantenuto sino al 2 dicembre 1937.

## Percorso dell'eclissi
L'eclisse solare anulare si è manifestata per prima al sorgere del sole nel Texas occidentale; in seguito la pseudo-umbra (penumbra) della luna entrò nel Golfo del Messico a sud-est, coprendo parte delle isole Antille e lambendo l'angolo nord-est del Venezuela, penetrando infine in Brasile per circa 400 chilometri a nord-est dello stato di Amapá. Successivamente, la pseudo umbra si diresse a nord-est, attraversò l'oceano Atlantico e arrivò in Africa, concludendosi al tramonto all'intersezione tra l'Algeria francese (attuale Algeria) e l'Africa Occidentale Francese, gli attuali stati del Mali e del Niger.
Durante il percorso, l'eclissi ha coperto le capitali di due stati sovrani: L'Avana, a Cuba; Port-au-Prince, a Haiti e tre capitali regionali: San Giorgio, capitale della colonia delle Isole Sopravento Britanniche (ora capitale di Grenada), Port of Spain capitale di Trinidad e Tobago), Bissau, al tempo colonia portoghese ed ora capitale della Guinea-Bissau.